# Michele Perniola
Michele Perniola es un joven cantante italiano que nació el 6 de septiembre de 1998 en Palagiano, una localidad de Italia.
En diciembre de 2012, fue el campeón de la sexta edición del popular concurso infantil de la televisión italiana RAI Ti lascio una canzone, con el cual alcanzó la fama.
En el año 2013 fue seleccionado para representar a San Marino en el Festival de la Canción de Eurovisión Junior 2013 con la canción O-o-O Sole intorno a me (O-o-O Sol a mi alrededor en español). Quedó en décima posición (de un total de 12) con 41 puntos.
En noviembre de 2014 es elegido para representar a San Marino en el Festival de la Canción de Eurovisión 2015, junto a Anita Simoncini, una componente del grupo The Peppermints, el cual representó a San Marino en el Festival de Eurovisión Junior 2014 y del que también forma parte una hermana de Michele. Cantaron la canción Chain of lights en la segunda semifinal y quedaron en el puesto 16 sin pasar a la final.